# Iligan
Iligan (Cebuano: Dakbayan sa Iligan; Tagalo: Lungsod ng Iligan) es una ciudad filipina de primera categoría, categorizado como una ciudad Altamente Urbanizada (Highly Urbanized), situado en la isla de Mindanao. Forma parte de la provincia de Lánao del Norte situada en la Región Administrativa de Mindanao del Norte, también denominada Región X. Esta ciudad forma su propio Distrito Electoral.

## Barrios
El municipio de Iligan se divide, a los efectos administrativos, en 44 barangayes o barrios, conforme a la siguiente relación:
| - Abuno - Acmac - Bagong Silang - Bara-as - Bonbonón - Bunaguán - Buru-ún - Dalipuga - Del Carmen - Digkilaán - Ditucalán | - Dulag - Hinaplanón - Hindang - Kabacsanán - Kalilangán - Kiwalán - Lanipao - Luinab - Mahayahay - Mainit - Mandulog - Maria Cristina | - Pala-o - Panoroganan - Población - Puga-an - Rogongon - San Miguel - San Roque - Santiago - Saray-Tibanga (Saray) | - Santa Elena (Tominobo-Ilaya) - Santa Filomena - Santo Rosario - Suárez - Tambacán - Tibanga (Canaway) - Tipanoy - Tomas Cabili - Tubod - Ubaldo Laya - Hinaplanón de Arriba - Tominobo de Arriba - Villaverde |

## Historia
El Distrito 7º de Lánao, antes de Iligan, fue uno de los siete distritos o provincias en los que a principios del siglo XX se hallaba dividida la isla de Mindanao, perteneciente al Imperio español en Asia y Oceanía (1521–1899).